# Zavičajna zbirka Gradac
Zavičajna zbirka Gradac, odnosno Muzej Gradca, zavičajna zbirka u Gradcu. Muzej je privatna zbirka obitelji Andrijašević. Utemeljitelji i vlasnici Zavičajne zbirke su Milko i Mirjana Andrijašević.
Sadržava arheološku građu od prapovijesti do srednjeg vijeka te kamene ulomke arhitekture s lokaliteta antičke ville rusticae iz okolice Gradca.
Bogati etnografski materijal izložen u muzeju predstavlja plod dugogodišnjeg sakupljanja. Predmeti potječu iz 19. i 20. stoljeća. Etnografska zbirka podjeljena je na pet cjelina: ribarski pribor, dalmatinska kuhinja, radna soba staroga kapetana, zbirka dalmatinskih i svjetskih tradicionalnih instrumenata i stolarska radionica.
Etnografsku građu čine: kompletna stolarska radionica, kućni inventar, košare, metalno i zemljano posuđe, namještaj, predmeti tradicijskoga gospodarstva, tradicijski tekstil, alat, oružje, ribarski pribor i oruđe, predmeti vezani za pomorstvo, a kulturno-povijesnu: pokućstvo, zrcala, ure, posuđe, slike, fotografije, razglednice, knjige, glazbala i dokumenti. Stalni postav koncipiran je prema cjelinama: ribarski pribor; stara dalmatinska kuhinja, radna soba starog kapetana, stolarska radionica, glazbeni instrumenti i lapidarij.

## Vanjske poveznice
- Facebook
- Gradac Museum
- Stare službene stranice